# 7115 Franciscuszeno
7115 Franciscuszeno (1986 WO7) là một tiểu hành tinh vành đai chính được phát hiện ngày 29 tháng 11 năm 1986 bởi A. Mrkos ở Klet.